# E952号線
E952号線 (E952ごうせん、英: European route E952) は、欧州自動車道路のBクラス幹線道路。全線がギリシャにあり、プレヴェザとラミアを結ぶ。

## 経路
- ギリシャ
  - E55号線 – プレヴェザ
  - E55号線 – ヴォニツァ
  - E55号線, E951号線 – アンフィロヒア（英語版）
  - E951号線 – アグリニオ
  - カルペニシ
  - E65号線 – ラミア